# 趙時寧
趙時寧（1483年—？），字康伯，順天府霸州文安縣人，軍籍，明朝政治人物。

## 生平
順天府鄉試第七十二名舉人。正德十六年（1521年）中式辛巳科會試第二百五十四名，登第三甲第一百零六名進士。授河南祥符縣知縣，升陝西延安府同知，調湖廣鄖陽府同知。

## 家族
曾祖趙福海；祖父趙儼；父趙尚義，曾任義官。母董氏。具庆下。弟時定。